# Brisingr
Brisingr is het derde boek in de epische fantasyserie Het Erfgoed van de Amerikaanse schrijver Christopher Paolini. Het werd gepubliceerd op 20 september 2008 door Alfred A. Knopf en Random House. Oorspronkelijk was het de bedoeling dat Brisingr het laatste deel in de serie zou zijn, maar Paolini concludeerde in 2007 dat het verhaal te complex en uitgebreid was om slechts in één boek te worden beschreven. In de luxeversie van Brisingr werden enkele verwijderde scènes en nooit eerder geziene tekeningen toegevoegd. Brisingr heeft in tegenstelling tot de andere drie boeken een ondertitel, 'De Zeven Beloftes van Eragon Schimmendoder en Saphira Bjartskular', die volgens Paolini ook voor het laatste deel Erfenis geldt.
Brisingr concentreert zich op het verhaal van Eragon en diens draak Saphira terwijl ze hun queeste voortzetten om de duistere koning Galbatorix van zijn troon te stoten. Eragon is een van de laatste overgebleven Drakenrijders, een groep mannen en vrouwen die de regering vormden van het fictieve continent Alagaesia, waar de serie zich afspeelt. Brisingr begint bijna meteen na de gebeurtenissen in het vorige deel, Oudste. De naam komt van de ware naam van vuur in de oude taal en dit woord was het eerste woord waarmee Eragon een spreuk deed. Gedurende het boek vernoemt hij zijn nieuwe zwaard naar dit woord.
Op de eerste dag van publicatie werden er al meer dan 550 000 exemplaren verkocht, een record voor een boek dat uitgegeven was bij Random House Children's Books. Brisingr debuteerde in de top van de USA Today's Bestsellers List. 

## Inhoud
In het begin van Brisingr gaan Roran en Eragon naar de Helgind, de thuisplaats van de Ra'zacs. Daar bevrijden ze Katrina (Rorans verloofde) en doden ze tegelijkertijd de Ra'zacs en hun twee rijdieren (Lethrblaka). Eragon vindt in die grot ook Sloan, de vader van Katrina, maar vertelt dit niet aan Roran en Katrina. Eragon laat Roran en Katrina met Saphira snel terugvliegen naar de Varden, maar blijft zelf in de Helgrind bij Sloan. Nadat hij de aankomende soldaten, die Saphira met een van de Letherblaka zag vechten, ontweken heeft, raadt hij de ware naam. Met deze naam dwingt hij Sloan naar de Elfen te reizen en zorgt hij ervoor dat hij zijn dochter nooit meer mag zien. Hierna keert hij terug naar de Varden, samen met Arya, die hij onderweg tegenkomt. Hij komt meer te weten over haar verleden en ontmoet samen met haar goedaardige geesten. 
Eenmaal terug in het kamp worden de Varden aangevallen door Thoorn, Murtagh en een opvallend klein leger. De soldaten blijken door magie van Galbatorix geen pijn meer te kunnen voelen. Het lukt Eragon en Saphira om met behulp van de 11 elfen Murtagh en Thoorn te verslaan en de Varden doden alle soldaten. Na dit gevecht wordt Eragon door Nasuade naar de dwergen gestuurd om de verkiezing voor een nieuwe dwergenkoning bij te wonen en te versnellen. De verkiezingsstrijd blijft lange tijd onbeslist. Pas op het moment dat Eragon wordt aangevallen door dwergen die in opdracht van een clanleider handelen, lukt het Orik om een meerderheid te verkrijgen en de nieuwe koning te worden. Tijdens de kroning repareert Saphira de Stersaffier die ze samen met Arya tijdens de gevechten in Farthen Dûr gebroken had. Na de verkiezingen vertrekken Eragon en Saphira naar Du Weldenvarden, naar hun leermeesters.
Ondertussen is Roran ingedeeld in het leger van de Varden. Hij is een zeer goede vechter en het lukt hem om in een gevecht vrijwel tweehonderd soldaten te doden. Desondanks wordt hij gestraft, omdat hij tijdens dat gevecht een bevel geweigerd heeft. Gezien het feit dat de Varden hierdoor dit gevecht hebben gewonnen, krijgt hij in plaats van de doodstraf vijftig zweepslagen. Na deze zweepslagen krijgt Roran het commando over een groep strijders, bestaande uit Urgals en mensen. Tijdens de eerste missie wordt hij uitgedaagd door een Urgal en Roran weet hem in een duel te verslaan.
In Du Weldenvarden krijgt Eragon te horen wat de basis is van de macht van koning Galbatorix. Galbatorix bezit zeer veel Eldunarí, het hart der harten van een draak. Dit hart, een edelsteen, bevat zeer veel energie, waaruit Galbatorix kan tappen. Verder krijgt hij te horen dat zijn echte vader Brom is en niet Morzan, zoals Murtagh beweerd had. Eragon herinnert zich ook de uitspraak van de weerkat Solembum; wanneer hij ooit om een wapen verlegen zat, hij onder de menoaboom moest kijken. Hij krijgt van de boom het zogenoemde 'glimstaal' waarvan de elfensmid Rhunön de Rijderszwaarden maakt. Hij gaat ermee naar Rhunön en samen met haar smeedt hij een Rijderszwaard. Hij noemt het Brisingr, naar het eerste woord dat hij in de oude taal heeft geleerd. Wanneer hij deze naam hardop zegt vliegt het zwaard direct in brand. Rhunöns verklaring hiervoor is dat 'Brisingr' misschien wel de ware naam in de oude taal is voor Eragons zwaard. Hij krijgt daarna ook Glaedrs Eldunarí. Glaedr en Oromis vertrekken dan ook om de elfen te helpen in de strijd.
Hierna vertrekken Eragon en Saphira naar Feinster, om de Varden te helpen met het beleg, en helpen de poorten te openen. Ze zijn aan de winnende hand en Arya en Eragon besluiten vrouwe Lorana gevangen te nemen. Daar aangekomen zijn er drie magiërs die proberen een Schim te maken. Eragon en Arya proberen dit te stoppen, maar het is te laat; de Schim Varaug is geboren. Samen met Arya valt Eragon de schim aan. Gedurende dit gevecht merkt Eragon door Glaedrs Eldunarí dat Oromis en Glaedr beiden gedood zijn door Galbatorix. Galbatorix handelde via het lichaam van Murtagh. Eragon weet Varaug af te leiden, waardoor Arya hem door zijn hart kan steken en hem doodt.